# ألف أشمور
ألف أشمور (بالإنجليزية: Alf Ashmore)‏ هو لاعب كرة قدم بريطاني، ولد في 11 سبتمبر 1937 في Woodhouse, South Yorkshire ‏ في المملكة المتحدة. لعب مع برادفورد سيتي وشيفيلد يونايتد ونادي تشيسترفيلد.